# Randfontein
Randfontein est une ville de la province de Gauteng en Afrique du Sud.

## Liens externes

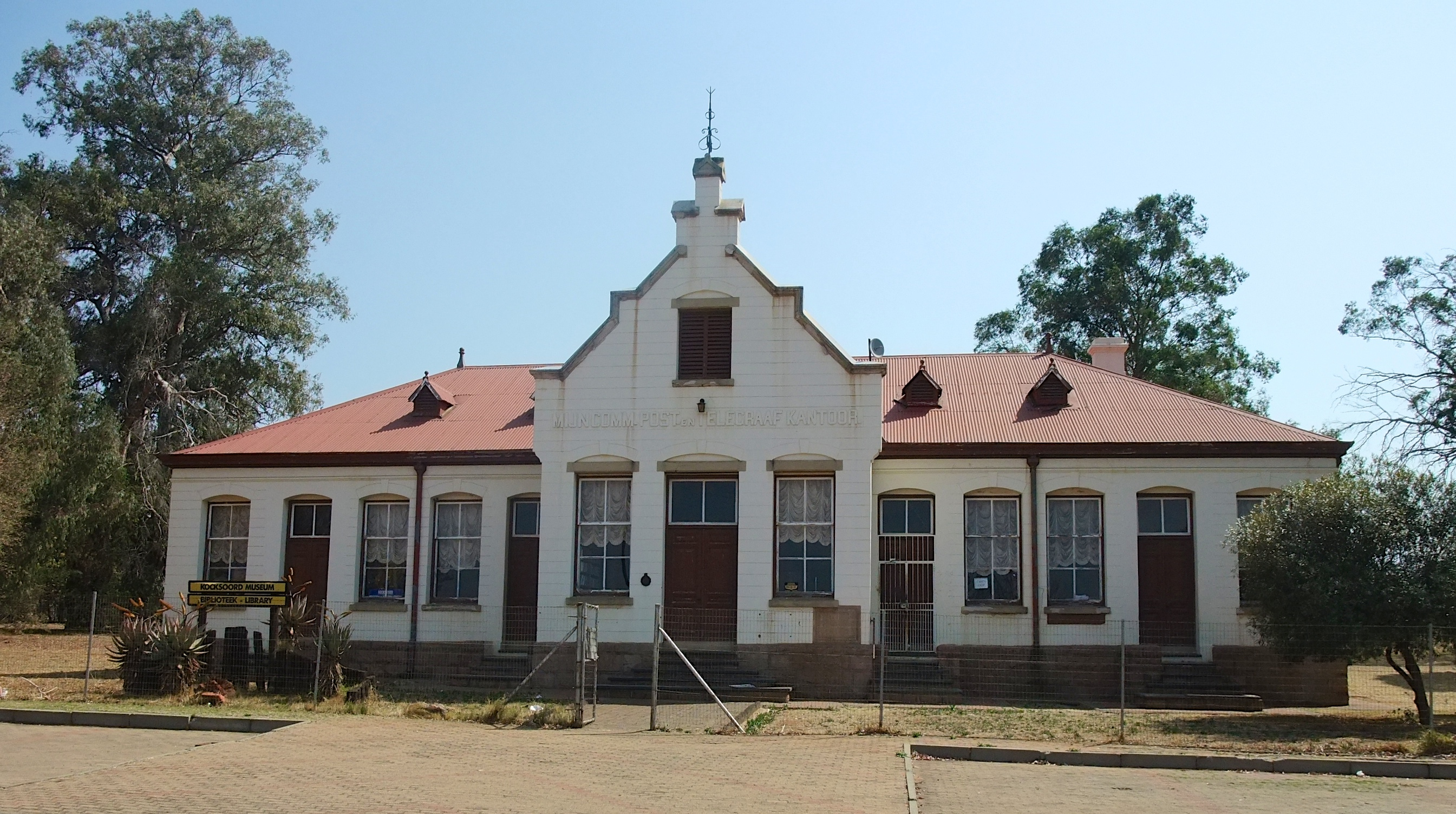
Ancien bâtiment minier des postes sur Market Street

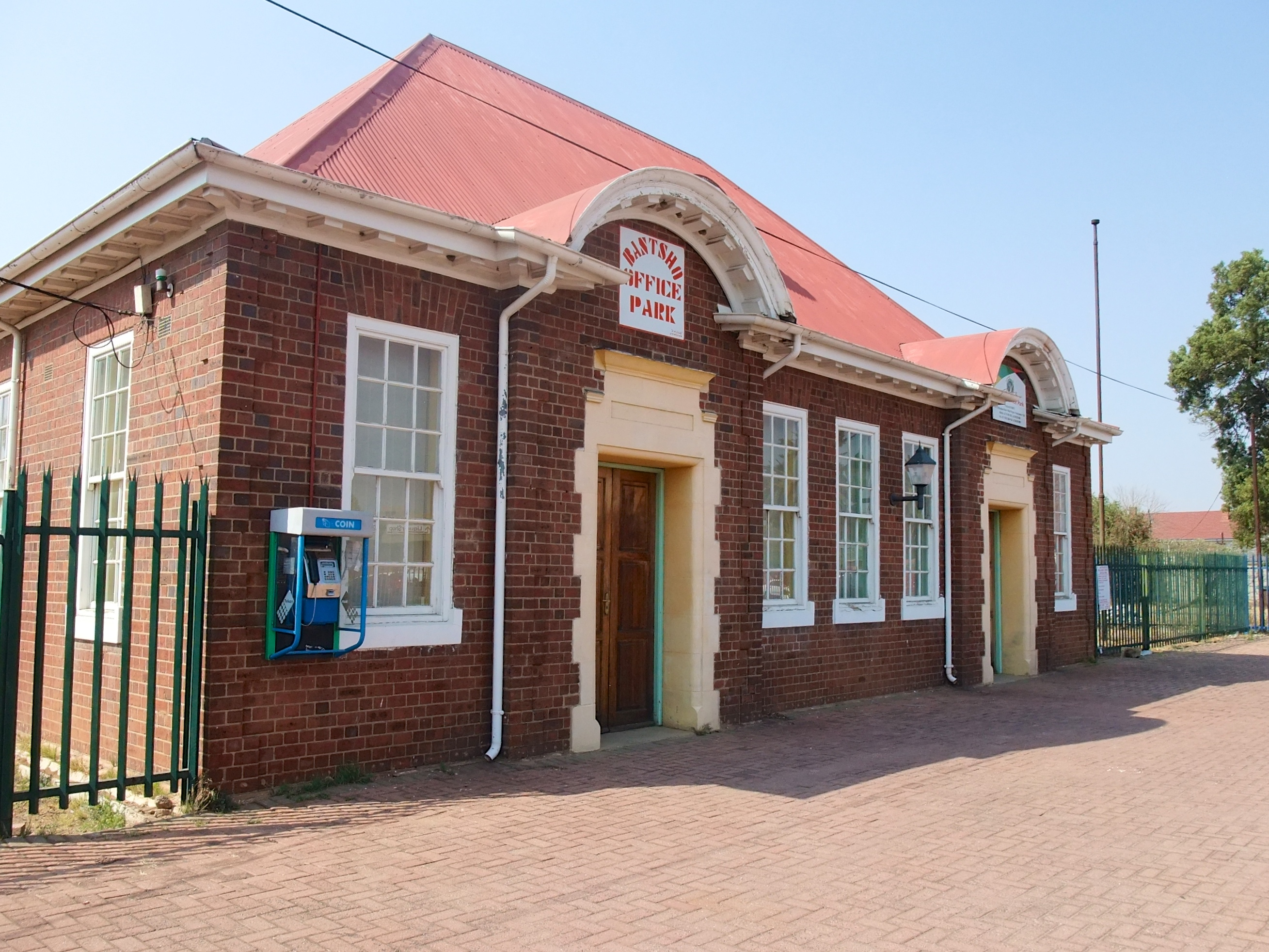
Ancien poste de police sur Maugham Road